# Lg ms25
O LG Genius/ KS20/ MS20/ MS25 é um pocket PC fabricado pela LG Electronics. Com o Windows Mobile, tem suporte para vários tipos de programas e jogos extras.

## Programas
Seus programas são bem conhecidos por serem iguais aos de computador, como o Windows Live que você pode ter acesso a MSN, email entre outros. Outros programas muito utilizados nos pcs é o Windows Media Player e o Office mobile, que permite editar arquivos do Microsoft Word, Microsoft Excel e visualizar apresentações do Power Point.
Para instalar algo no aparelho usa-se um programa que sincroniza dados com o computador, o Activesync, podendo instalar programas, conectar-se a Internet sem custos, trocar informações, etc.